# Džiji
Džiji (538–597) tradicionalno se navodi kao četvrti patrijarh, ali se generalno smatra osnivačem tjentajske tradicije budizma u Kini. Njegova standardna titula bila je šramana Džiji (kineski 沙門智顗), što ga povezuje ga sa širokom tradicijom indijskog asketizma. Džiji je poznat po tome što je prvi u istoriji kineskog budizma razradio potpunu, kritičku i sistematsku klasifikaciju budističkih učenja. On je takođe smatran prvom glavnom likom koji je napravio značajno razdvajanje od indijske tradicije, formirajući autohtoni kineski sistem.
Prema Dejvidu V. Čapelu, Džiji je „zajedno sa Tomom Akvinskim i Al-Gazalijem rangiran kao jedan od velikih sistematatora verske misli i prakse u svetskoj istoriji“.

## Biografija
Rođen sa prezimenom Čen (陳) u Huaronškom okrugu, Đing prefekture (sad Hubej), Džiji je napustio dom da bi postao monah u svojoj osamnaestoj godini, nakon gubitka roditelja i njegovog rodnog grada Đanglinga, koji je pao pod naletom vojske Zapadnog Veja kada je Džiji imao sedamnaest godina. Sa 23 godine stekao je najvažniji deo svog obrazovanja od svog prvog učitelja Nanjue Huejsija (515–577), majstora meditacije koji će kasnije biti naveden kao Džijijev prethodnik u liniji Tjentaj. Nakon perioda studija sa Huejsijem (560–567), proveo je neko vreme radeći u južnoj prestonici Đenkangu. Potom je 575. godine otišao na planinu Tjentaj na intenzivno učenje i vežbanje sa grupom sledbenika. Tamo je radio na prilagođavanju indijskih principa meditacije šamate i vipasjane (prevedeno kao „dži” i „guan”) u složen sistem prakse samokultivacije koji je takođe uključivao obrede pobožnosti i obrede ispovedanja/pokajanja. Zatim se 585. vratio u Đinling, gde je dovršio svoje monumentalne komentarske radove o Lotus sutri, Fahua vendžu (587) i Fahua sjuenji (593).
Čapel smatra da je Džiji: „...pružio religiozni okvir koji je izgledao prikladan da se prilagodi drugim kulturama, da razvije nove prakse i da univerzalizuje budizam.“

## Važna dela
Džijiev Sjao Džhiguan (uprošćeni kineski: 小止观; tradicionalni kineski: 小止觀; pinjin: Xiǎo Zhǐguān; Vejd-Džajls: Hsiao chih-kuan; doslovno „Mala rasprava o koncentraciji i uvidu”) je verovatno bio prvi praktični priručnik za meditaciju u Kini. Svojim direktnim uticajem na Cuočan Jia bio je veoma uticajan u razvoju Čan meditacije.
Rudžun Vu identifikuje Mohe Džiguan (tradicionalni kineski: 摩訶止觀; pojednostavljeni kineski: 摩诃止观; pinjin: Móhē Zhǐguān; doslovno „Veliki traktat o koncentraciji i uvidu“) Džhija kao seminalnog teksta Tjentaj škole. Među Džijievim mnogim važnim delima su Liumiao Famen, Reči i fraze Lotos sutre (法華文句 Fahua Wenju), i Duboko značenje Lotos sutre (法華玄義 Fahua Xuanyi). Od dela koja mu se pripisuju (iako su mnoga možda napisali njegovi učenici), sačuvano je tridesetak.

## Učenja

### Četiri Samadiss
Džiji je razvio nastavni plan i program vežbanja koji je destilovan u 'Četiri samadija' (kineski: 四種三昧;‍:p. 5 pinjin: sidžong sanmej). Ova četiri Samadija su objašnjena u Džijievom 'Mohe Džiguan'. To delo je glavni opus Džijieve zrelosti i smatra se da je „veliki sažetak“ budističke tradicije prema njegovom iskustvu i razumevanju u to vreme.‍:p. 2 Tekst Mohe Džiguana je prečišćen iz predavanja koje je Džiji održao 594. u glavnom gradu Đinlingu i predstavljao je zbir njegovog iskustva na planini Tjentaj oko 585. i dosadašnjeg istraživanja.‍:p. 5 Ako se analizira naslov, 'dži' se odnosi na „meditaciju čan, koncentrovano i mirno stanje koje se time postiže“, a „guan“ se odnosi na „kontemplaciju i mudrost koja se time postiže“.‍:p. 4 Svanson izveštava da je Džiji smatrao da postoje dva načina džiguana: način sedenja u meditaciji 坐, i onaj „odgovaranja na objekte u skladu sa uslovima“ 歷緣對境, koji se dalje rafinira kao prebivanje u prirodnom stanju mirnog i pronicljivog uma u svim aktivnostima i uslovima.‍:p. 4
Svanson navodi da Džiji u Mohe Džiguanu bio:

... kritičan prema neuravnoteženom naglasku na „samu meditaciju“, prikazujući je kao mogući „ekstremni“ pogled i praksu, i umesto toga nudi binom džiguan 止觀 (smirivanje/prestanak i uvid/kontemplacija, śamatha-vipaśyanā) kao sveobuhvatniji termin za budističku praksu.‍:p. 1

„Samadi jedne prakse“ (skt. Ekavjuha Samadi; kineski 一行三昧) koji je takođe poznat kao „samadi jedinstva“ ili „smirenost u kojoj se shvata da su sve darme iste“ (Wing-tsit Chan) , je jedan od Četiri Samadija koji rafiniraju, označavaju prolaz i kvalifikuju stanje savršenog prosvetljenja izloženog u Mohe Džiguanu. Daoksin je kasnije upotrebio izraz „Samadi jedinstva“.

### Pet perioda i osam učenja
Da bi pružio sveobuhvatan okvir za budističku doktrinu, Džiji je klasifikovao različite budističke sutre u pet perioda i osam učenja. Oni su takođe bili poznati kao goji hakio na japanskom i osi palgio (오시팔교) na korejskom.

## Literatura
- Dharmamitra (trans.): The Essentials of Buddhist Meditation by Shramana Zhiyi, Kalavinka Press 2008, Zhiyi (2009). 修習止觀坐禪法要: The Essentials for Practicing Calming-and-insight & Dhyāna Meditation ; the Classic Śamathā-vipaśyanā Meditation Manual by the Great Tiantai Meditation Master & Exegete. Kalavinka Press. ISBN 978-1-935413-00-4.
- Donner, Neal & Daniel B. Stevenson (1993). The Great Calming and Contemplation. Honolulu: University of Hawai‘i Press.
- Shen, Haiyan (2005). The Profound Meaning of the Lotus Sutra: T̕ Ien-t̕ai Philosophy of Buddhism. Delhi: Originals. ISBN 8188629413.
- Swanson, Paul L.; trans. (2004). The Great Cessation and Contemplation (Mo-ho Chih-kuan, Chapter 1-6), CD-ROM, Tokyo: Kosei Publishing Co.
- Tam, Wai Lun (1986). A Study and Translation on the Kuan-hsin-lun of Chih-i (538-597) and its Commentary by Kuan-Ting, Hamilton, Ontario: McMaster University
- Thich Tien Tam, trans.  (1992). Ten Doubt about Pure Land by Dharma Master Chi-I (T. 47 No. 1961).  In: Pure Land Buddhism - Dialogues with Ancient Masters, NY: Sutra Translation Committee of the United States and Canada & Buddha Dharma Education Association, pp. 19–51.
- Chappell, David W. (1987). 'Is Tendai Buddhism Relevant to the Modern World?', Japanese Journal of Religious Studies 14/2-3, 247-266.
- Dumoulin, Heinrich (1993). "Early Chinese Zen Reexamined ~ A Supplement to 'Zen Buddhism: A History'", Japanese Journal of Religious Studies 1993 20/1.
- Dumoulin, Heinrich (author); Heisig, James W. (trans.) & Knitter, Paul, trans. Dumoulin, Heinrich (2005). Zen Buddhism: A History. Volume 1: India and China. World Wisdom. ISBN 978-0-941532-89-1.. World Wisdom.
- Hurvitz, Leon (1962). Chih-i (538–597): An Introduction to the Life and Ideas of a Chinese Buddhist Monk. Mélanges Chinois et Bouddhiques XII, Bruxelles: Institut Belge des Hautes Études Chinoises.
- Kantor, Hans-Rudolf (2002). Contemplation: Practice, Doctrine and Wisdom in the Teaching of Zhiyi (538-597), Inter-Religio 42, 21-37
- Rhodes, Robert (2012). The Development of Zhiyi´s Three Contemplations and its Relation to the Three Truths Theory. In Conference Papers: Tiantai Buddhist Thought and Practice, Taipei: Huafan University, pp. 312–357
- Stevenson, Daniel B. (1986). The Four Kinds of Samādhi in Early T'ien-t'ai Buddhism. In: Peter N. Gregory: Traditions of Meditation in Chinese Buddhism Vol. 1, Honolulu: University of Hawaii Press, pp.  45-98. Gregory, Peter N. (новембар 1986). Traditions of Meditation in Chinese Buddhism. University of Hawaii Press. ISBN 0-8248-1088-0..
- Wu, Rujun (јануар 1993). T'ien-t'ai Buddhism and Early Madhyamika. University of Hawaii Press. стр. 1. ISBN 978-0-8248-1561-5. Пронађени су сувишни параметри: |author= и |last1= (помоћ). National Foreign Language Center Technical Reports. Buddhist studies program, University of Hawaii Press,. , . Source:  (accessed: Thursday 22 April 2010)
- Buswell, Robert Jr; Lopez, Donald S. Jr., ур. (2013), Princeton Dictionary of Buddhism., Princeton, NJ: Princeton University Press, ISBN 9780691157863
- Chappell, David W. (1987), „Is Tendai Buddhism Relevant to the Modern World?” (PDF), Japanese Journal of Religious Studies, 14 (2/3), doi:10.18874/jjrs.14.2-3.1987.247-266 , Архивирано из оригинала 4. 3. 2009. г., Приступљено 16. 8. 2008
- Donner, Neal (1991), Sudden and Gradual Intimately Conjoined: Chih-i's Tíen-t'ai View. In: Peter N. Gregory (editor), (1991), Sudden and Gradual. Approaches to Enlightenment in Chinese Thought, Delhi: Motilal Banarsidass Publishers Private Limited
- Groner, Paul (2000), Saicho : The Establishment of the Japanese Tendai School, University of Hawaii Press, ISBN 0824823710
- Hua, Hsuan (1977), The Shurangama Sutra, Volume 1, Dharma Realm Buddhist Association
- Huai-Chin, Nan (1997), Basic Buddhism: Exploring Buddhism and Zen, York Beach, Maine: Samuel Weiser, ISBN 1578630207
- Luk, Charles (1964), The Secrets of Chinese Meditation, Rider
- Ng, Yu-kwan (1990), Chih-i and Madhyamika (dissertation), Hamilton, Ontario: McMaster University, Архивирано из оригинала 03. 02. 2014. г., Приступљено 06. 10. 2023
- Snelling, John (1987), The Buddhist handbook. A Complete Guide to Buddhist Teaching and Practice, London: Century Paperbacks
- Williams, Paul (2008), Mahayana Buddhism: The Doctrinal Foundations (2nd изд.), Routledge
- Wu, Rujun (јануар 1993). T'ien-t'ai Buddhism and Early Madhyamika. University of Hawaii Press. ISBN 978-0-8248-1561-5.
- Ziporyn, Brook (2004), Being and ambiguity: philosophical experiments with Tiantai Buddhism, Illinois: OpenCourt, ISBN 978-0-8126-9542-7
- Ziporyn, Brook (2004). „Tiantai School”.  Ур.: Robert E. Buswell. Encyclopedia of Buddhism. New York: McMillan. ISBN 0-02-865910-4.

## Spoljašnje veze
- „Archived copy” (PDF). Архивирано из оригинала (PDF) 10. 7. 2007. г. Приступљено 10. 7. 2007.
- „Archived copy” (PDF). Архивирано из оригинала (PDF) 10. 7. 2007. г. Приступљено 10. 7. 2007.